# Aeronautica Militare
La Aeronáutica Militar (en italiano: Aeronautica Militare), también llamada Aeronáutica Militar Italiana (Aeronautica Militare Italiana, a veces abreviada como AMI), es la actual fuerza aérea de Italia, uno de los cuatro componentes de las Fuerzas Armadas de Italia. Aunque existente anteriormente con algunos nombres como Servizio Aeronautico (en español: Servicio Aeronáutico) (1913-1915) o Arma Azzurra (“Cuerpo azul”), fue fundada como arma independiente el 28 de marzo de 1923 por decreto real del rey Víctor Manuel III con el nombre de Regia Aeronautica (“Aeronáutica  Real”). El nombre actual, Aeronautica Militare, fue dado después de la Segunda Guerra Mundial, en 1946, cuando Italia se estableció como república.

## Historia
El uso bélico de las aeronaves por parte de Italia comenzó muy temprano: durante la guerra de Etiopía (1887-1888) fueron utilizados globos aerostáticos como método de observación. Ya en la guerra de Libia (1911-1912) se utilizaron dirigibles y aviones como recursos ofensivos.
Durante la Primera Guerra Mundial (1914-1918) la aviación militar italiana, al igual que todas las de los países beligerantes, experimentó un gran crecimiento y modernización pese a que todavía se encontraba bajo mando directo del ejército italiano. Ejecutaron múltiples misiones de bombardeo en la costa del Mar Adriático.
La importancia que adquirieron las fuerzas aéreas de todo el mundo como arma poderosa y temible hizo que, el rey Víctor Manuel III, un año después del ascenso del fascismo, considerase oportuno separar el mando del ejército del de la aviación en 1923, creándose además la figura del ministro de la aviación.

### Regia Aeronautica (1923-1943)
La Regia Aeronautica (denominada así entre 1923 y 1943) participó activamente en la guerra civil española (1936-1939), apoyando al bando sublevado del General Franco.
Pero seguramente el momento álgido de la Regia Aeronautica se vivió durante la Segunda Guerra Mundial. Fueron miles de aviones los empleados por Mussolini como integrante del Eje (Alemania-Japón-Italia) en varias campañas: Norte de África, frente ruso, campaña de Etiopía y asalto aliado a Italia. Al final del conflicto mundial la Regia Aeronautica perdió gran parte de su arsenal.

### Aeronautica Nazionale Repubblicana (1943-1945)
Con la llegada de la República Social de Italia en 1943, la Regia Aeronautica fue rebautizada (el 10 de octubre) como la efímera Aeronautica Nazionale Repubblicana (en español literalmente: Aeronáutica Nacional Republicana) pues solo viviría 2 años más. Con Ernesto Botto en el Ministerio del Aire, esta fuerza aérea luchó y estuvo organizada estrechamente con la Luftwaffe, en especial en el norte de Italia.
Las últimas acciones de esta fuerza aérea se dieron en abril de 1945, prácticamente hasta la misma fecha de la insurrección partisana en el norte de Italia, y el final de la República de Saló. Tras el cese de las hostilidades en junio, comenzó un periodo de reestructuración de la fuerza aérea que culminó con el referéndum del 2 de junio de 1946 fruto del cual obtuvo su actual nombre de Aeronautica Militare.

### Posguerra, Guerra Fría y finales delsigloXX
Durante la segunda mitad del siglo XX, con el mundo dividido en dos por la Guerra Fría, la Aeronautica Militare fue modernizada para que sirviera de oposición a los países del Este europeo y para que pudiese cumplir los cometidos asignados por la OTAN. Así, fueron numerosos los aviones norteamericanos recibidos en las décadas 1940-50 bajo el marco de acuerdos bilaterales de cooperación y desarrollo: P-51 Mustang, P-47 Thunderbolt, F-84G, F-86E.
En décadas posteriores la industria aeronáutica italiana fue la encargada de modernizar a la Aeronautica Militare con numerosos proyectos, muchos de ellos conjuntos con países europeos: Fiat G.91, Aermacchi MB326, Aeritalia G222; y más recientemente los aviones Panavia Tornado, AMX International AMX y Eurofighter Typhoon.

## En la actualidad
Se puede considerar a la Aeronautica Militare como una de las más potentes de Europa y del mundo, desde el punto de vista cuantitativo y cualitativo. Sus aeronaves más modernas incluyen cazas Eurofighters EF-2000, cazabombarderos Tornado IDS/ECR y entrenador avanzado M-346. El número de efectivos en servicio ronda los 50.000.

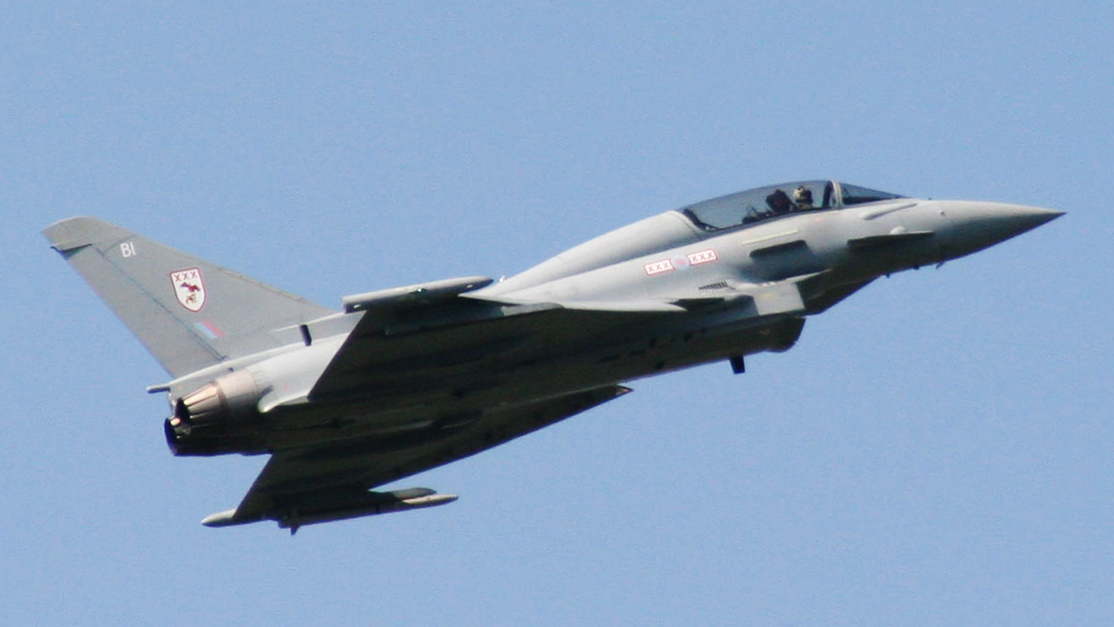
EF-2000, proyecto conjunto de varios países europeos.

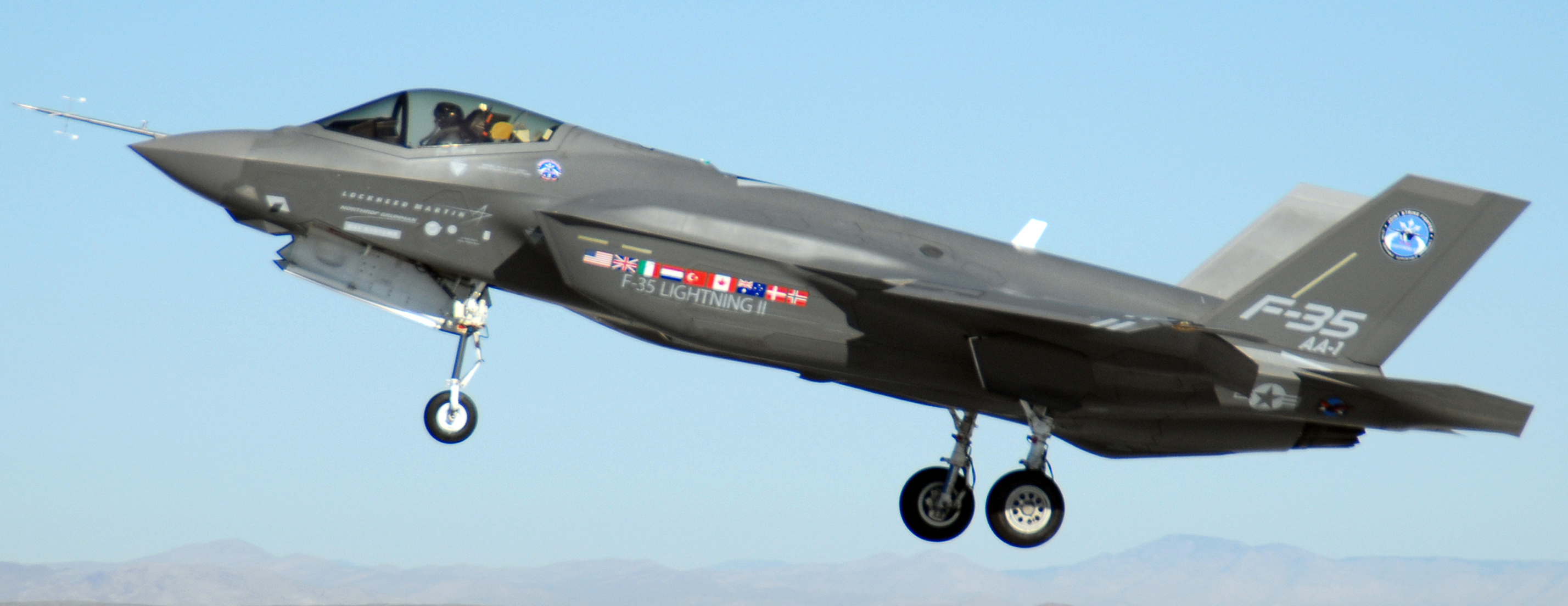
Lockheed Martin F-35 Lightning II.

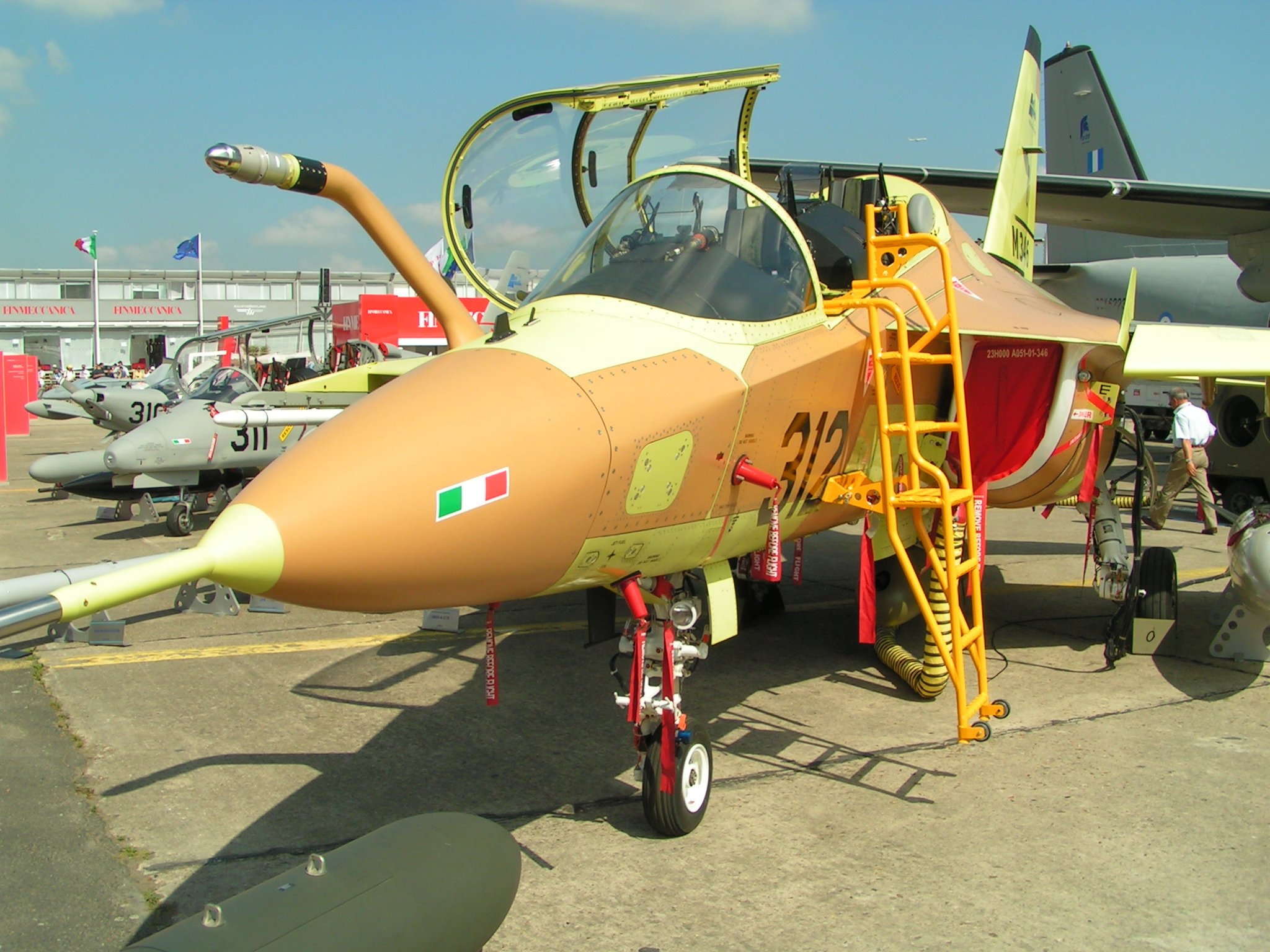
Aermacchi M-346 de entrenamiento avanzado.

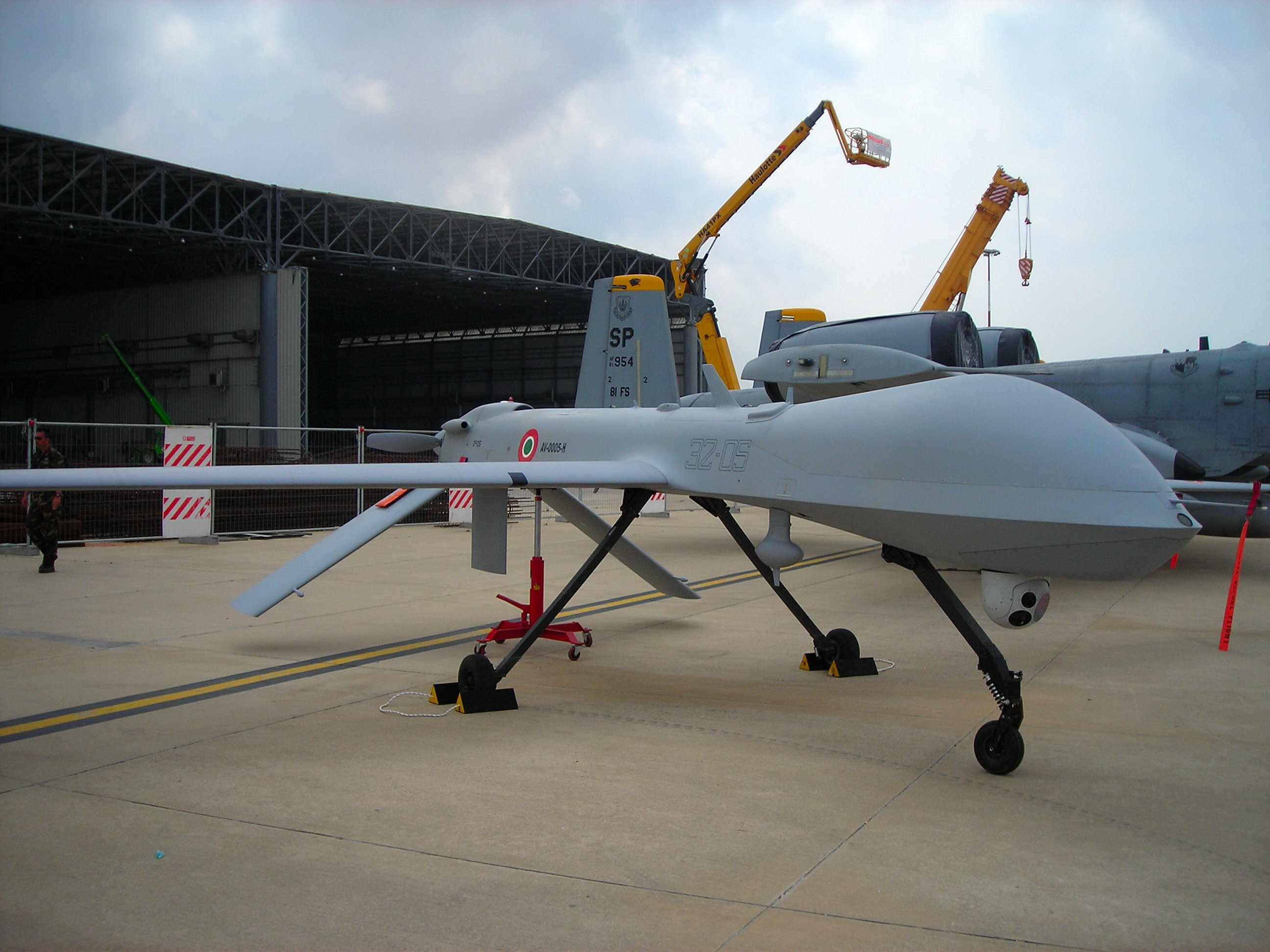
General Atomics MQ-1 Predator.

| Aeronave                                 | Número en servicio | Estatus                                          | Cometido                              |
| ---------------------------------------- | ------------------ | ------------------------------------------------ | ------------------------------------- |
| Aermacchi MB-339A                        | 17                 | Activo                                           | Entrenamiento, ataque ligero          |
| Aermacchi MB-339PAN                      | 15                 | Activo                                           | Acrobático, entrenamiento             |
| Aermacchi MB-339CD-1                     | 15                 | Activo                                           | Entrenamiento, ataque ligero          |
| Aermacchi MB-339CD-2                     | 15                 | Activo                                           | Ataque ligero                         |
| Alenia Aermacchi M-346 Master MB-346     | 18                 | Activo                                           | Ataque ligero                         |
| Siai Marchetti SF-260AM                  | 45                 | En sustitución                                   | Entrenamiento                         |
| Aermacchi SF-260EM                       | 30                 | Recibiéndose                                     | Entrenamiento                         |
| Siai Marchetti S.208M                    | 45                 | En sustitución                                   | Transporte                            |
| Eurofighter Typhoon T2                   | 21                 | Recibiéndose                                     | Caza                                  |
| Eurofighter Typhoon T1                   | 75                 | En servicio ,120 esperados                       | Caza, entrenamiento                   |
| Lockheed Martin F-35 Lightning II        | 10                 | En servicio, 75 esperados: 60(F-35A) + 15(F-35B) | Caza polivalente furtivo              |
| Panavia Tornado IDS / IT - ECR           | 67                 | Activo                                           | Cazabombardero                        |
| Alenia C-27J Spartan                     | 12                 | Activo                                           | Transporte                            |
| Lockheed Martin C-130J Super Hercules    | 12                 | Activo                                           | Transporte                            |
| Lockheed Martin C-130J-30 Super Hercules | 10                 | Activo                                           | Transporte                            |
| Boeing KC-767A                           | 4                  | Activo                                           | Transporte, reabastecimiento en vuelo |
| General Atomics MQ-1A Predator           | 7                  | Activo                                           | Vigilancia                            |
| General Atomics MQ-9 Reaper              | 6                  | Activo                                           | Vigilancia y ataque                   |
| Sikorsky HH-3F                           | 35                 | Activo                                           | Rescate aéreo                         |
| Sikorsky SH-3D/TS                        | 2                  | Activo                                           | Transporte VIP                        |
| Piaggio Aero P.180 Avanti                | 18                 | Activo                                           | Transporte VIP, entrenamiento         |
| Piaggio Aero P-166 DL3                   | 6                  | Activo                                           | Transporte                            |
| Breguet Br.1150 Atlantique               | 18                 | Activo                                           | Lucha antisubmarina (ASW)             |
| Dassault Falcon 50                       | 4                  | Activo                                           | Transporte VIP                        |
| Dassault Falcon 900EX                    | 5                  | Activo                                           | Transporte VIP                        |
| Airbus A.319 CJ                          | 3                  | Activo                                           | Transporte VIP                        |
| Agusta Bell AB212AM                      | 35                 | Activo                                           | Rescate aéreo                         |
| Hughes NH500E                            | 50                 | Activo                                           | Entrenamiento, rescate aéreo.         |